# عملية حوريب

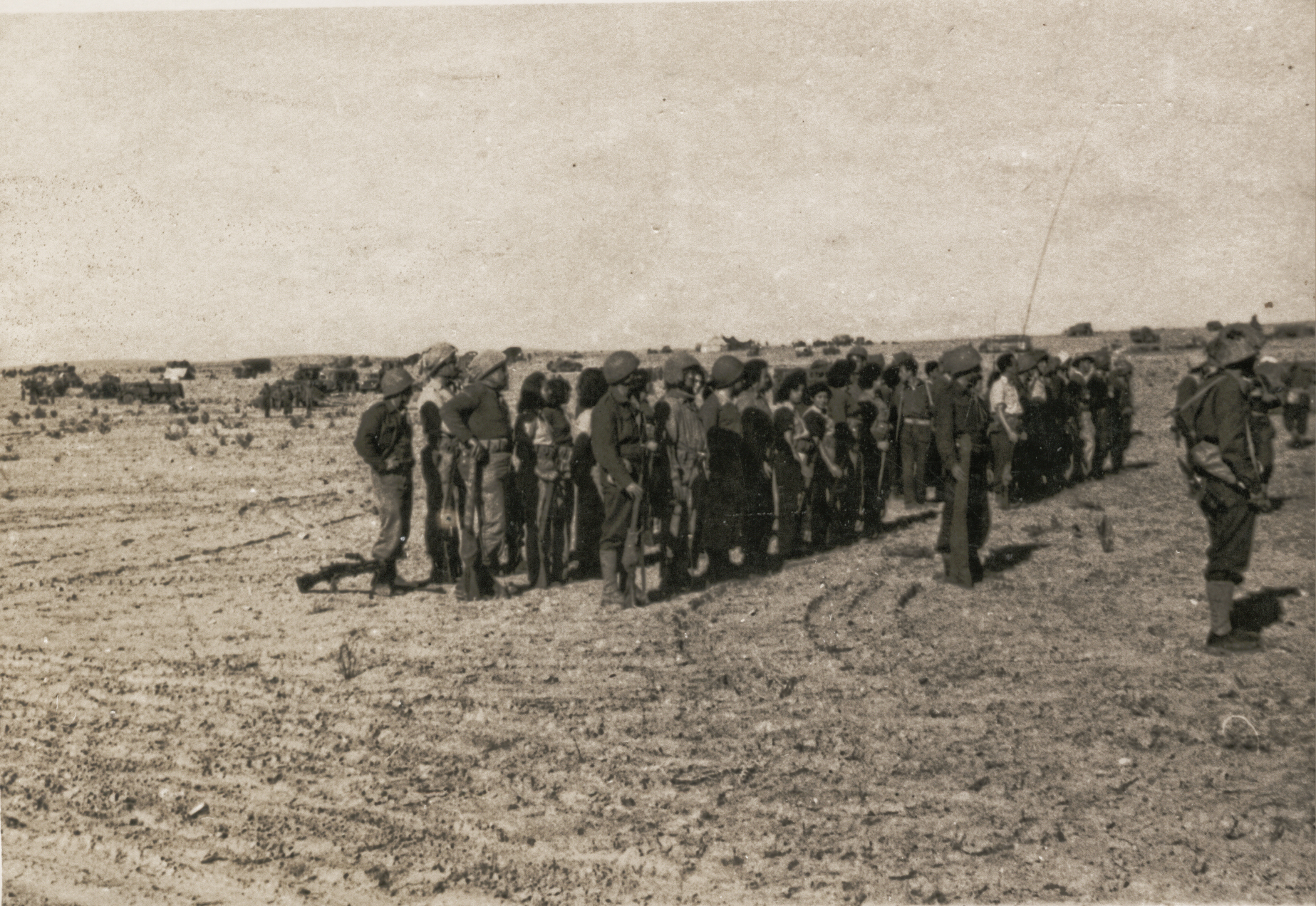
عملية حوريب

عملية حوريب كانت هجومًا واسعًا ضد الجيش المصري غرب النقب في نهاية حرب 1948. كان الهدف منها هو حصار الجيش المصري في قطاع غزة . بدأت العملية في 22 ديسمبر 1948 وانتهت في 7 يناير 1949، بعد أن هدد البريطانيون بالتدخل.
حوريب هو الاسم الوارد في الكتاب المقدس لجبل سيناء، حيث نزل الإسرائيليون لمدة عام (خروج 3: 1 والمزامير 106: 19): في اللغة الحديثة يطلق عليه جبل موسى.

## الأهداف

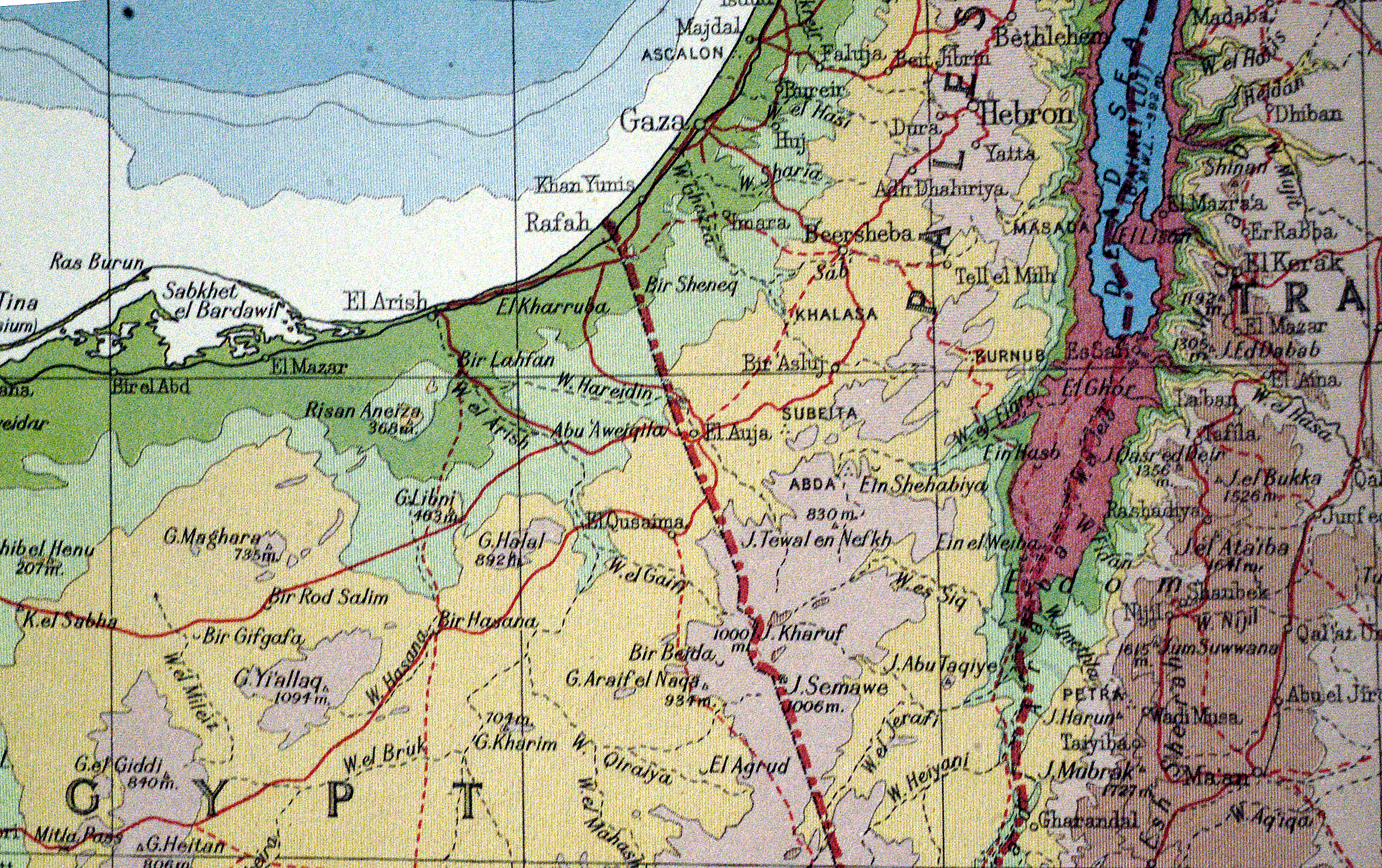
العوجة مع الطرق المؤدية إلى رفح والعريش

كان الهدف الأول للهجوم هو وحدات الجيش المصري المدافعة عن العوجة على الحدود الفلسطينية - المصرية ومن هناك كان التوجه الرئيسي إلى قواعد الجيش المصري في العريش، وهذا من شأنه أن يحبس غالبية الجيش المصري في قطاع غزة .
كان قائد العملية يغال ألون وأشتركت 5 ألوية إسرائيلية في العملية: اللواء المدرع الثامن بقيادة يتسحاق سعادة ولواء النقب ولواء جولاني ولواء هارئيل ولواء ألكساندروني، وكانت مهمتهم الحفاظ على حصار اللواء المصري القوي في الفلوجة، وكان لدى المصريين لواءين آخرين في منطقة غزة، وفرقة أخرى عبر الحدود بالقرب من العريش.

## الحملة

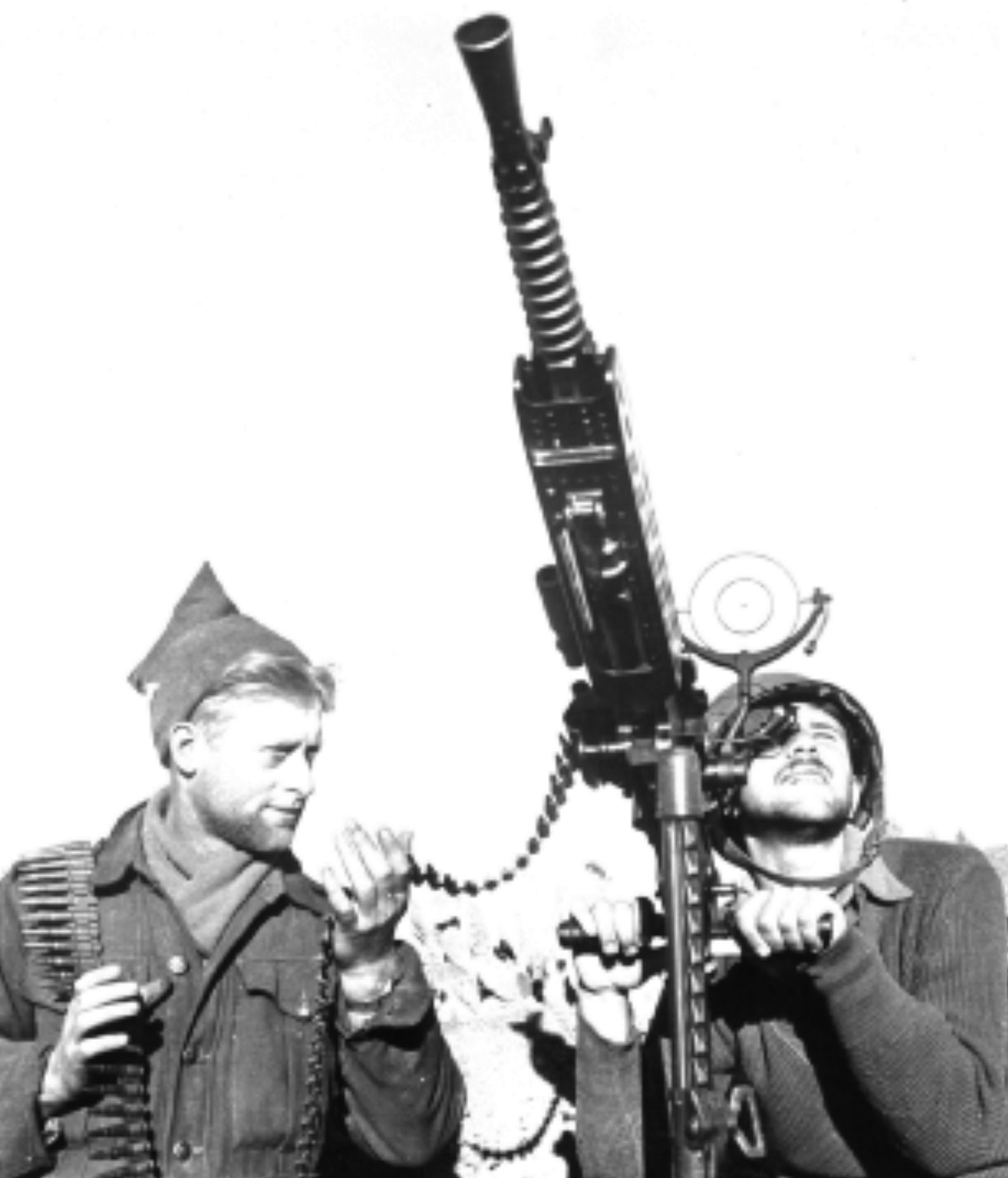
مدفع رشاش إسرائيلي خلال عملية حوريب

وفي 22 ديسمبر، شنت كتيبة من لواء جولاني هجومًا على مواقع بالقرب من طريق غزة - رفح، واستعداداً للهجوم تمكن الجيش الإسرائيلي من إخلاء طريق عبر الصحراء مروراً بالدفاعات على طريق بئر السبع إلى طريق العوجة، وفي 27 ديسمبر هاجم اللواء المدرع العوجة من هذا الموقع غير المتوقع، وبعد 24 ساعة من القتال استسلم المصريون في حالة من الفوضى، وبهذا النصر أدرك ألون أنه لم تكن هناك دفاعات مصرية قد غادرت غرب العريش وكانت مستعدة للسيطرة على شبه جزيرة سيناء بأكملها. تابع لواء النقب دبابات اللواء الثامن عبر الحدود المصرية في ليلة 28 ديسمبر وتحركت نحو العريش، وبحلول 30 ديسمبر كانوا على مشارف مطار المدينة. في الوقت نفسه تحركت وحدات من لواء هارئيل إلى غرب سيناء، وفي 29 ديسمبر أمر مجلس الأمن التابع للأمم المتحدة بوقف إطلاق النار.

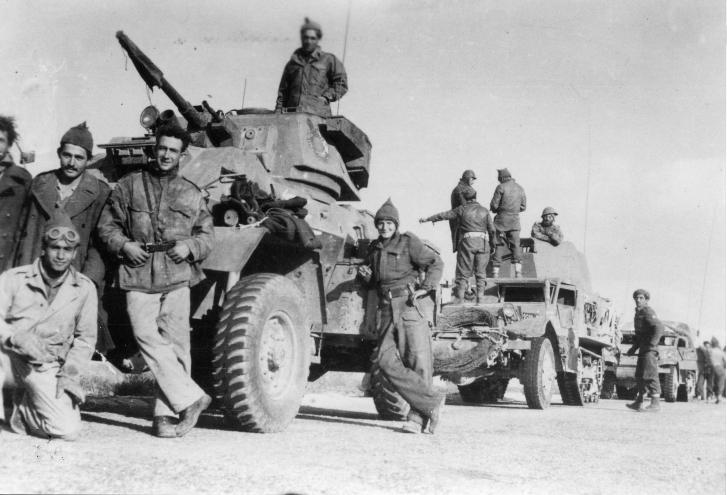
لواء النقب خلال عملية حوريب

## النتيجة
قبل أن يتمكن من استكمال هدفه، كان ألون قد تلقى تعليمات من رئيس الوزراء الإسرائيلي دافيد بن غوريون بالانسحاب من مصر على الفور، وكانت الحكومة البريطانية قد هددت بالتذرع بمعاهدة الصداقة المصرية البريطانية لعام 1936 وتصبح مشاركة مباشرة، وبين الاحتجاج لكن بإصرار بن غوريون انسحب الإسرائيليون. وفي 3 يناير شنوا هجومًا على الدفاعات المصرية في رفح بهدف واحد هو محاصرة الجيش المصري، بعد ثلاثة أيام من القتال حول رفح أعلنت الحكومة المصرية في 6 يناير 1949 أنها مستعدة للدخول في مفاوضات الهدنة، وفي نفس اليوم أسقط سلاح الجو الإسرائيلي 5 من طائرات سلاح الجو الملكي البريطاني في دورية في المنطقة، مما أسفر عن مقتل طيارين وأخذ سجينين آخرين، فنقل البريطانيون تعزيزات إلى أكابا، وعلى الرغم من احتجاجات الجيش قبلت إسرائيل بوقف إطلاق النار في 7 يناير.
في اتفاقية الهدنة النهائية أصبحت العوجة منطقة غير عسكرية.